# (37972) 1998 HJ105
1998 HJ105 (asteroide 37972) é um asteroide da cintura principal. Possui uma excentricidade de 0.07929220 e uma inclinação de 5.64371º.
Este asteroide foi descoberto no dia 23 de abril de 1998 por LINEAR em Socorro.